# بولر اودهلم
بولر اودِهلم یک شرکت بزرگ تولیدی ابزار فولادی خاص در وین، پایتخت اتریش است که از ادغام شرکت دولتی بولر اتریش و اودِهلمِ سوئد در سال ۱۹۹۱ تأسیس شد. این شرکت دارای سایت‌های تولیدی در اتریش، آلمان، سوئد، برزیل، بلژیک، ترکیه، چین، ایالات متحده آمریکا و مکزیک است.